# Thorsten Eklann
Karl Thorsten Hugo Eklann, född 30 juni 1896 i Laske-Vedum i Skaraborgs län, död 21 augusti 1974 i Uppsala domkyrkoförsamling, Uppsala
, var en svensk journalist, redaktör och manusförfattare. 
Redan under skoltiden i Skara började han skriva teaterrecensioner i en skoltidning. Han skrev också om film när stadens teater upplät lokalen för filmvisning.Han kom till Uppsala 1917 där han studerade litteraturhistoria och språk. Han skrev litteraturkritik i Bokstugan 1923-1928, teaterkritik i Scenen 1924-1925 och var även Uppsalakrönikör för Svenska Dagbladet och Aftonbladet. Han tog initiativet till Studentteatern 1925. Var en av grundarna av Uppsala Studenters Filmstudio i dess första tappning 1929. Han var med och grundade studenttidningen Ergo och var dess huvudredaktör och ägare från 1926 till 1940. 
Han var till en början kritiker i Tidningen Upsala men övergick 1933 till Upsala Nya Tidning där han var under lång tid var huvudkritiker och fortsatte sedan till 1968 där hans sista recension blev "I huvet på en gammal gubbe", som han, enligt Liljedahl, själv tyckte var en lämplig avslutning. Hans första recensioner var i tidens anda osignerade men så småningom började han använda signaturen Pir Ramek, vilket blev hans stående signatur framgent (senare kom han också stundom att använda signaturer som P.R. och Rip)   
Elisabeth Liljedahl räknar honom i sin avhandling om stumfilmskritik som en av de kunnigaste kritikerna i sin tid. Hon menar att Eklann fostrade biopubliken i Uppsala med sin vederhäftiga och stränga kritik. Han betonade ofta filmernas bildmässighet och att det konstnärliga hänger på bilden. Av den anledningen framhöll han ofta amerikansk film framför europeisk. Liljedahl menar att han var utpräglat puristisk i sin filmuppfattning och hade därför betänkligheter mot ljudfilmen när den introducerades. Den talade repliken slog sönder bilddrytmen, drog ner tempot och hämmade kameran och tycktes rasera det som stumfilmen byggt upp.   
När Ingmar Bergman 1946 gjorde sin fiaskoartade filmregidebut med "Kris" var Eklann en av mycket få svenska filmritiker som i sin recension i Upsala Nya Tidning 5 mars 1946 i Bergman såg en stor filmregissör i vardande.     

## Filmmanus
- 1944 – Prins Gustaf